# 정관오선
정관오 선 (중국어 간체자: 将军澳线, 정체자: 將軍澳綫, 한어 병음: Jiāngjūn'ào xiàn, 월병: zoeng1 gwan1 ou3 sin3, 광둥어 예일: jēung gwān ou sin, 영어: Tseung Kwan O Line)은 홍콩 지하철의 노선으로, 2002년 8월 4일에 개통하였다. 현재 총길이는 12.3 킬로미터 (7.6 mi)이며 전체 노선을 완주하는 데 걸리는 시간은 15분이다. 홍콩섬의 노스포인트에서 정관오의 뉴타운을 잇는다.
정관오 역에서부터 동쪽 방면으로는 두 개의 짧은 지선으로 나뉜다. 하나는 북쪽으로 향하는 포람 지선이고 다른 하나는 남쪽으로 향하는 로하스파크 지선이다. 로하스파크 지선에는 정관오 차량기지가 있다. 정관오 선의 배차간격은 아침 피크시간대에 2.5분에 달하며 15량의 열차가 투입된다.

## 노선도

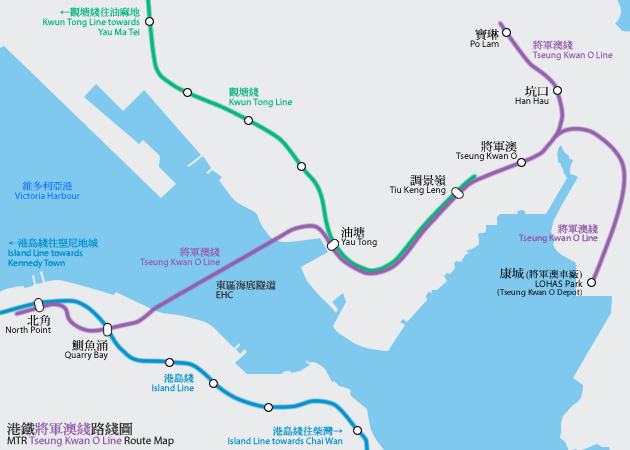
실제 지형에 맞게 그려진 MTR 정관오 선 노선도

## 노선 정보
정관오 선은 고가 구간이 없는 최초의 홍콩 지하철 노선이다. 로하스파크 역이 완공 될 때까지 전 구간이 지하에 있는 유일한 선로였다. 로하스파크 역 근처에는 지하가 아닌 두 개의 짧은 구간이 있다. 야우통 역(油塘), 포람역(寶琳), 로하스파크 역(康城)은 지상에 있지만, 주변 개발로 인한 소음을 최소화하기 위해 완전히 차폐되어 있다. 나머지 구간은 지하에 있다.
노선의 서쪽 종점은 인근의 쿼리베이 역(鰂魚涌)과 함께 평면 환승을 제공하는 노스포인트역(北角)이다. 쿼리베이 역의 동쪽에 있는 동구해저터널(Eastern Harbour Tunnel)의 철도 터널을 이용하여 빅토리아 항에서 야우통 역으로 이동한다. 야우통 역(油塘)은 같은 이름의 군통 동부 인근을 담당하는 역이다. 야우통 역에서 블랙힐 터널을 지나 타우켕렝역의 정관오 신도시(將軍澳新市鎮)로 들어간다.
정관오 신도시에서 정관오 역 동쪽으로 2개의 지선으로 나뉜다. 한 지선은 신도시의 북부에 있는 항하우 역과 포람역에 도착하는 반면, 남쪽 지선은 86번 지역의 로하스파크 역과 연결된다. 로하스파크(日出康城)는 노선의 열차가 주박하는 정관오 차량기지에 건설된 대규모 주택 개발단지다.

### 열차 운행

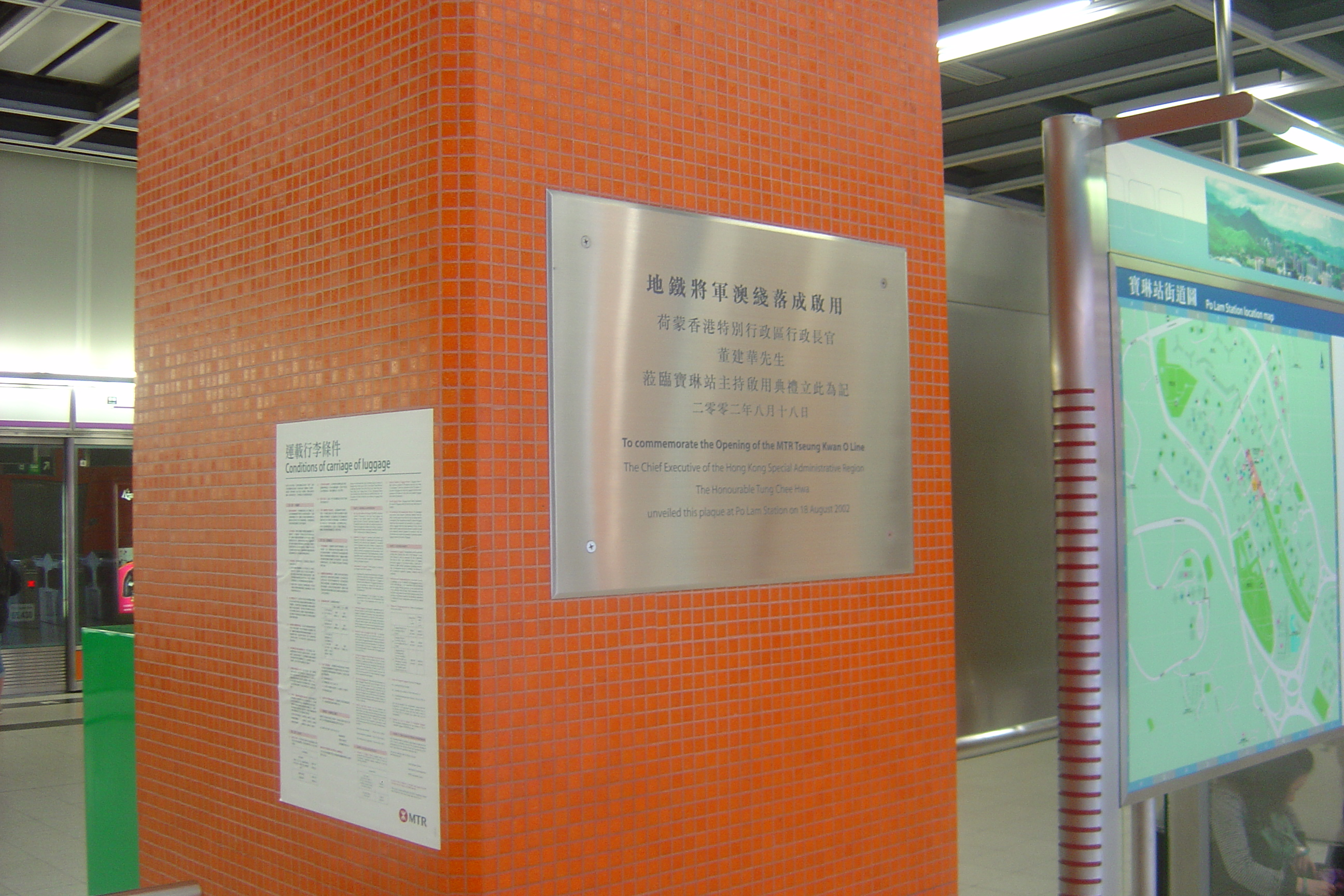
보람 역에 위치한 정관오 선 통차기념비(通車紀念碑)

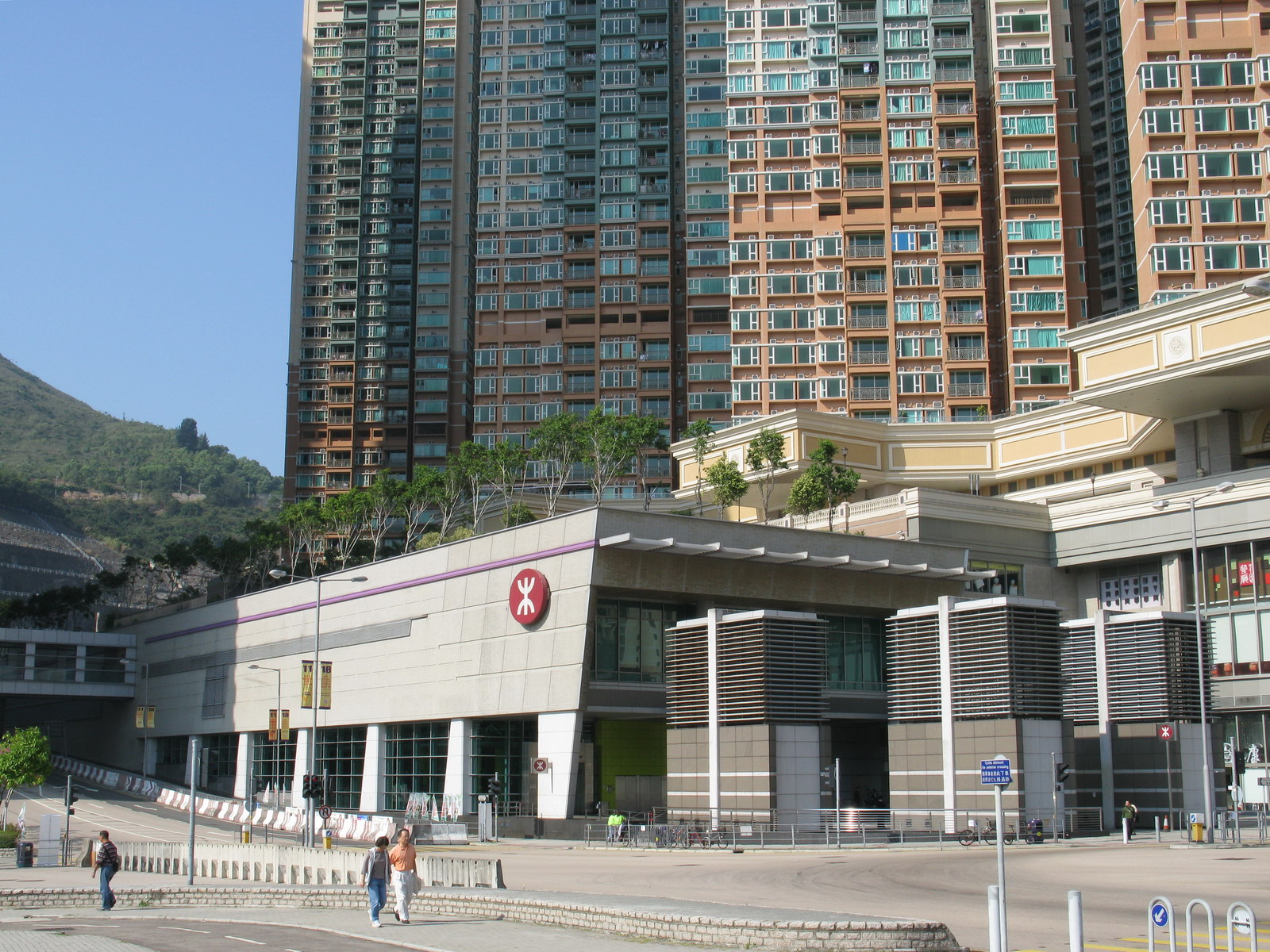
타우켕렝역

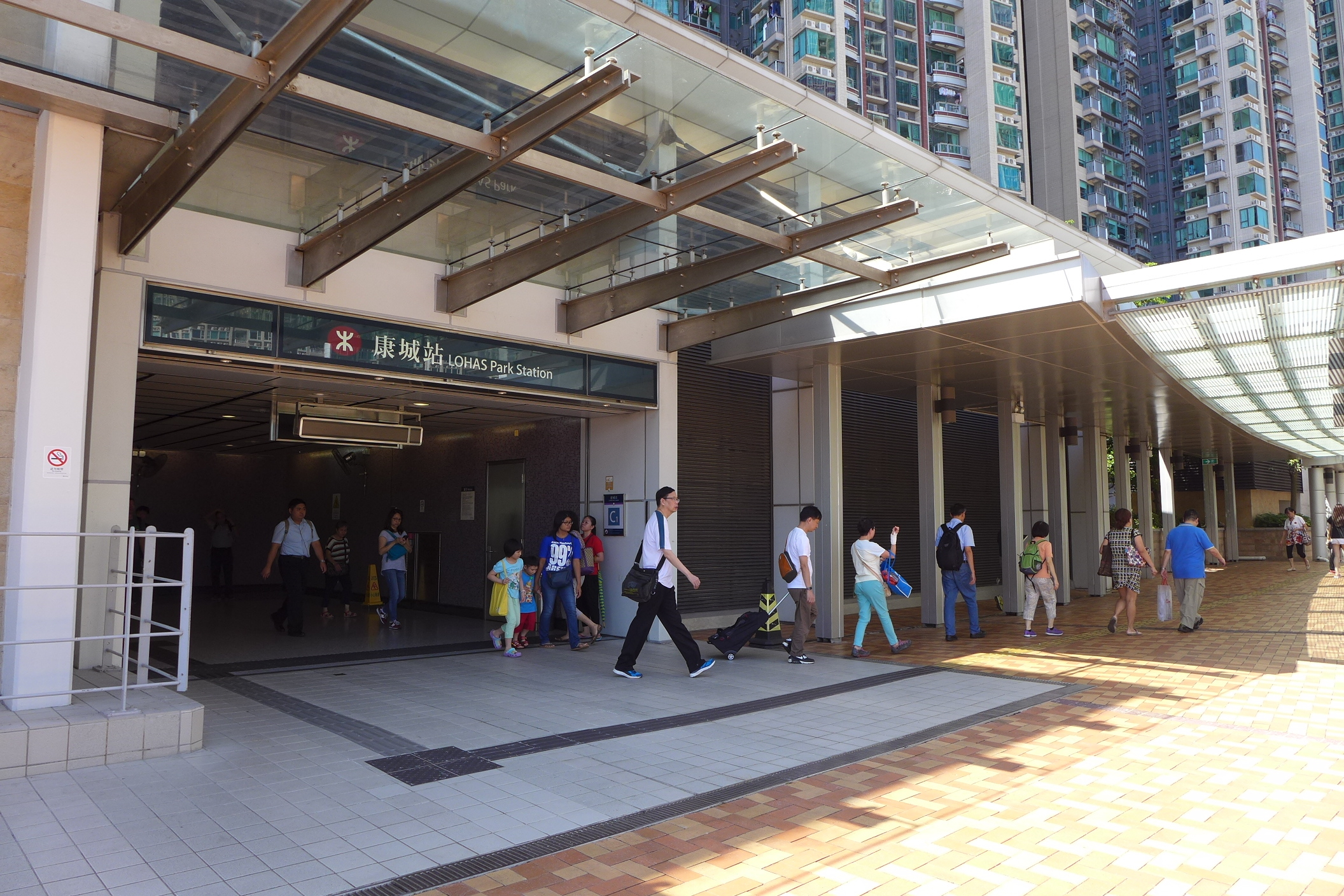
로하스파크 역 C1 출구

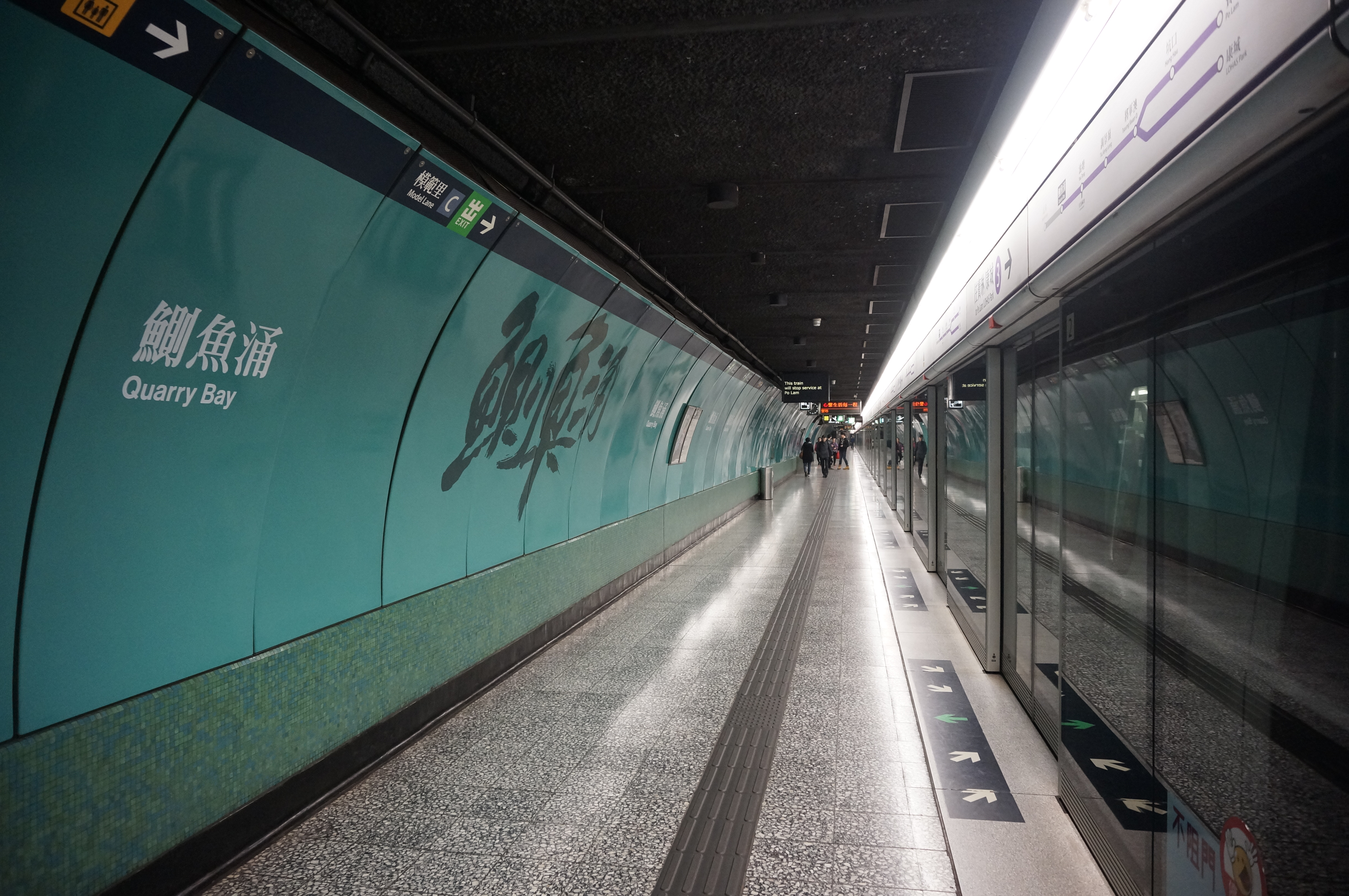
쿼리베이 역 정관오선 3번 승강장

정관오에서 노선이 두 개의 지선으로 나뉘기 때문에, 노선의 작동 체계는 MTR의 다른 노선과 비교할 때 상대적으로 복잡하다.
노선상의 열차 대부분은 보람에서 박곡까지, 또는 그 반대 방향으로 운행된다. 로하스 파크와 박곡 간의 운행은 출퇴근에만 운행된다. 출퇴근 외 시간의 로하스 파크 행은 12분 간격으로 운행하는 타우켕렝역을 종착역으로 하는 "셔틀 열차"만 운행한다. 출퇴근 외 시간에 로하스 파크 역을 왕복하는 승객은 열차 이용 중 중간에 티우켕렝 역 또는 정관오 역에서 열차를 갈아타야 한다.
열차의 주요 경로 및 배차 간격은 아래와 같다.:
- 출퇴근 시간: 로하스 파크 행 열차는 1대, 포람 행 열차는 2대씩 운행한다.
  - 노스포인트 ~ 포람: 2.5, 4분 간격
  - 노스포인트 ~ 로하스 파크: 7~8분 간격
  - 노스포인트 ~ 정관오 간의 공유 구간은 2.5분 간격이다.
- 히혼잡 시간:
  - 월~금,토 (10:00~20:00), 일 (09:00~20:00)
    - 노스포인트 ~ 포람: 2~4분 간격
    - 티우켕렝 ~ 로하스 파크 셔틀 열차: 12분 간격
    - 로하스 파크 ~ 박곡 간 열차는 운행하지 않는다.

  - 매일 20:00~00:00 사이
    - 노스포인트 ~ 포람: 2.5~5분 간격
    - 티우켕렝 ~ 로하스 파크 셔틀 열차: 12분 간격
    - 로하스 파크 ~ 노스포인트 간 열차는 운행하지 않는다.

  - 매일 00:00 이후
    - 노스포인트 ~ 포람: 6분 간격
    - 포람 ~ 노스포인트: 8~9분 간격
    - 티우켕렝 ~ 로하스 파크 셔틀 열차: 12분 간격

## 역사
정관오 선은 정관오 신도시를 연결하기 위한 계획과 1981년의 "Junk Bay New Town Transport Study"의 일부로 처음 계획되었다. 이 보고서는 4개의 간선을 제안했는데, 모두 쿤통선을 람틴 역까지 확장하고 정관오 선의 종점을 저이핑 촌(翠屏邨) 근처에 배치해야 한다고 제안했다. 건설 비용은 30억 홍콩 달러로 추산됐다. 정관오 선의 건설은 1985년 홍콩 정부의 승인을 얻었으며 1985년 계획에 따라, 람틴 역에서 정관오 역까지 5개 또는 6개 역로 구성된 7 km (4.3 mi) 길이의 지선은 1992년에 건설되어 1996년 말에 완공될 예정이었다. 이 계획은 1990년 8월 홍콩철도 유한공사에 의해 취소되었다.
MTR은 1993년에 노선을 재구상 했으며, 이 계획은 1998년 10월 20일 홍콩 특별 행정구 행정회의에서 승인되었다. 1999년 4월 24일에 건설이 시작되었고 2002년 8월 18일에 1800억 홍콩 달러의 비용으로 개통되었다. 이 새로운 노선은 군통 선에서 동구해저터널을 거쳐 노스포인트역까지의 항구 교차 구간을 인수했다. 쿤통선은 야우통 역과 티우겡렝 역으로 확장되어 새로운 노선과 교환되었다.
|  |

### 열차
정관오 선은 K-Stock 및 M-Trains (G-Stock, H-Stock 및 Q-Stock) 차량을 사용한다. K-Stock 열차는 현대 로템과 미쓰비시 중공업에서 제조했으며, 회생제동을 도입하여 소음을 낮출 수 있을 것으로 보인다.
K-Stock 열차는 실제로 맞춤형으로 제작되었는데, 2010년 4월까지 쿤통 선에서 운행되었고, 정관오 선에서는 기존의 M-Trains이 대신 운행했다. K-Stock 열차는 2010년 4월에 비로소 정관오 선으로 이전되었다.

## 역 목록
|  |  |  | 박곡 (노스포인트) | 北角   | North Point   | 둥구    | ■홍콩 지하철 공도 선 |
|  |  |  | 쿼리베이 (작위충) | 鰂魚涌 | Quarry Bay    | 둥구    | ■홍콩 지하철 공도 선 |
|  |  |  | 야우통            | 油塘   | Yau Tong      | 관탕 구 | ■홍콩 지하철 군통선  |
|  |  |  | 티우겡렝          | 調景嶺 | Tiu Keng Leng | 시궁 구 | ■홍콩 지하철 군통선  |
|  |  |  | 정관오            | 將軍澳 | Tseung Kwan O | 시궁 구 |                      |
|  |  |  | 항하우            | 坑口   | Heng Hau      | 시궁 구 |                      |
|  |  |  | 보람              | 寶琳   | Po Lam        | 시궁 구 |                      |
|  |  |  | 로하스파크 (홍싱) | 康城   | LOHAS Park    | 시궁 구 |                      |

## 향후 계획
정관오 선은 타마르 역까지 확장될 예정이며, 거기서 연장된 뚱충선과 접속될 예정이다. 이것은 북공도 선을 위해 고안된 "상호 교환 계획(interchange scheme)"에 따르며, 또한 코즈웨이베이노스역, 전시장역을 제공할 예정이고, 특히 후자는 향후 남북간선의 사틴-센트럴 선 확장과의 연결을 제공할 예정이다. 건설은 2021년 이전에 시작될 것으로 여겨지지 않고 있다.
"스왑 계획 (swap scheme)"이라고 불리는 이전의 제안에 따르면이, 노선은 틴하우 역에서 케네디타운 역까지(틴하우 동쪽의 나머지 구역은 뚱충선으로 옮겨짐) 홍콩섬선의 구간을 흡수할 예정이었다. 기존의 홍콩섬선이 중단되어 상호 교환이 필요하기 때문에 이것은 거부되었다.

## 같이 보기
- 홍콩 지하철
- 홍콩의 교통